# Håsjö socken
Håsjö socken i Jämtland ingår sedan 1974 i Bräcke kommun och motsvarar från 2016 Håsjö distrikt.
Socknens areal är 369,30 kvadratkilometer, varav 338,10 land. År 2000 fanns här 846 invånare. Tätorten Kälarne, den äldre kyrkbyn Valla med sockenkyrkan Håsjö gamla kyrka samt den nya kyrkbyn Västanede med Håsjö nya kyrka ligger i socknen. 

## Administrativ historik
Håsjö socken har medeltida ursprung. 
Vid kommunreformen 1862 överfördes ansvaret för de kyrkliga frågorna till Håsjö församling och för de borgerliga frågorna till Håsjö landskommun. Landskommunen inkorporerades 1952 i Kälarne landskommun som 1974 uppgick i Bräcke kommun. Församlingen ingår sedan 2002 i Hällesjö-Håsjö församling.
1 januari 2016 inrättades distriktet Håsjö, med samma omfattning som församlingen hade 1999/2000.
Socknen har tillhört fögderier, tingslag och domsagor enligt vad som beskrivs i artikeln Jämtland. De indelta soldaterna tillhörde Jämtlands fältjägarregemente och Jämtlands hästjägarkår.

## Geografi
Håsjö socken ligger i sydöstra Jämtland söder och sydost om Gesunden kring de över loppen av Indalsälven och Ljungan (Gimån). Socknen har odlingsbygd kring vattendragen och är i övrigt en kuperad sjörik bergs- och skogsbygd med höjder som i väster når 514 meter över havet.
Håsjö socken sträcker sig i öst-västlig riktning längs Norra stambanan mellan trakten av Ragunda i öster till Kälarne och Övsjö i väster, med sjöar som Övsjön, Hemsjön, Sicksjön, Fisksjön, Singsjön.  Länsväg 323 går parallellt med järnvägen och länsväg 320 kommer in söderifrån till Kälarne. Bland byarna kan nämnas, förutom centralorten Kälarne, västerifrån räknat Fugelsta längst i väster, Svedjelandet, Väster-Övsjö, Övsjöbyn, Håsjö kyrby (Västanede), Valla (med Håsjö gamla kyrka), Håsjöbyn samt Östansjö längst i öster.

### Geografisk avgränsning
I norr gränsar den gamla socknen mot Stuguns socken i Ragunda kommun. Längst i väster, i trakten av Digertjärnen, finns ett "fyrsockenmöte" mellan Håsjö, Nyhem, Sundsjö och Stugun socknar. Härifrån går sockengränsen mellan Stugun och Håsjö österut genom Flärkdalen och Flärkdalsbäcken, vidare över Stockberget, Övsjöberget till Hundtjärnåsen där "tresockenmötet" Stugun - Ragunda - Håsjö ligger. Därefter går gränsen över de många höjderna, norr om Vårkällhöjden till trakten av Middagsberget cirka 2 km väster om Ragunda stationssamhälle. Sockengränsen korsar Norra stambanan vid Dalsbäcken i trakten av Mannsjön cirka 5 km väster om Ragunda stationssamhälle. Gränsen går söderut över Dalsberget ("tresockenmöte" Ragunda-Fors-Håsjö) och vidare, gränsande till Fors socken, till Kämpensborgssjön vid byn Kämpensborg (i Fors). I Amerikaflon vid berget Skogrånäset ligger "tresockenmötet" mellan Fors, Håsjö och Hällesjö socknar. Härifrån går gränsen västerut och Håsjö socken gränsar mot Hällesjö socken. Gränsen går över Bennikberget till Gransjöforsen, viker norrut genom sjön Kalven till Balsjön. Därifrån följer sockengränsen Gammelsågströmmen och Ansjöån västerut till Lungsjöviken av Ansjön strax söder om Kälarne tätort. Strax väster om Lilla Övsjön (vid Gastsjöån) går gränsen mot nordväst till trakten av Finntjärnknulen. Strax väster om denna "knul" ligger "tresockenmötet" Hällesjö-Håsjö-Nyhem. Härifrån gränsar Håsjö socken mot Nyhems socken cirka 4 km fram till Digertjärnen.

## Byar och hemman
Håsjö socken består historiskt av nedan listade byar och enstaka hemman. När en by har flera hemman anges också hemmansnumren.
- By, enstaka hemman.
- Fugelsta, enstaka hemman.
- Håsjöbyn, by med tre hemman (1–3), bebyggelsen Håsjöbyn har räknats som en småort.
- Prästbordet, enstaka hemman, västligaste delen av bebyggelsen Valla ligger i Prästbordet inklusive Håsjö gamla kyrka.
- Svedje, by med två hemman (1–2).
- Svedjelandet, enstaka hemman.
- Valla, enstaka hemman, utgör större delen av bebyggelsen Valla.
- Västanede, by med tre hemman (1–3) och kyrkby sedan 1877, i Västanede ligger Håsjö nya kyrka. Norra delen av samhället Kälarne ligger på mark som hör till Västanede.
- Östansjö, by med tre hemman (1–3).
- Övsjö, by med två hemman (1 Österövsjö och 2 Västerövsjö).

## Namnet
Socknen Håsjö (1347 skrivet Hasio) har fått sitt namn av byn Håsjö, som senare kommit att kallas Håsjöbyn för att skilja den från socknen. Byn har i sin tur namn efter sjön Håsjö, nu kallad Lillsjön, som byn är anlagd vid. Förleden hå är ett dialektord med betydelsen ’säckformig utvidgning av sjö eller vattendrag’.

## Historia

### Till medeltiden
Lösfynd från stenåldern samt gravhögar från järnåldern har påträffats.
De nuvarande byarna är äldst från medeltiden.Det var i första hand i området vid Singsjön där Valla och By var de största byarna. Sedan fanns bosättningar närmast Svedje och Västanede. Dess invånare levde troligtvis på jakt och fiske samt på mindre jordbruk.  År 1566 finns tolv bönder och år 1568 hade det ökat till 14 i Håsjö socken. 

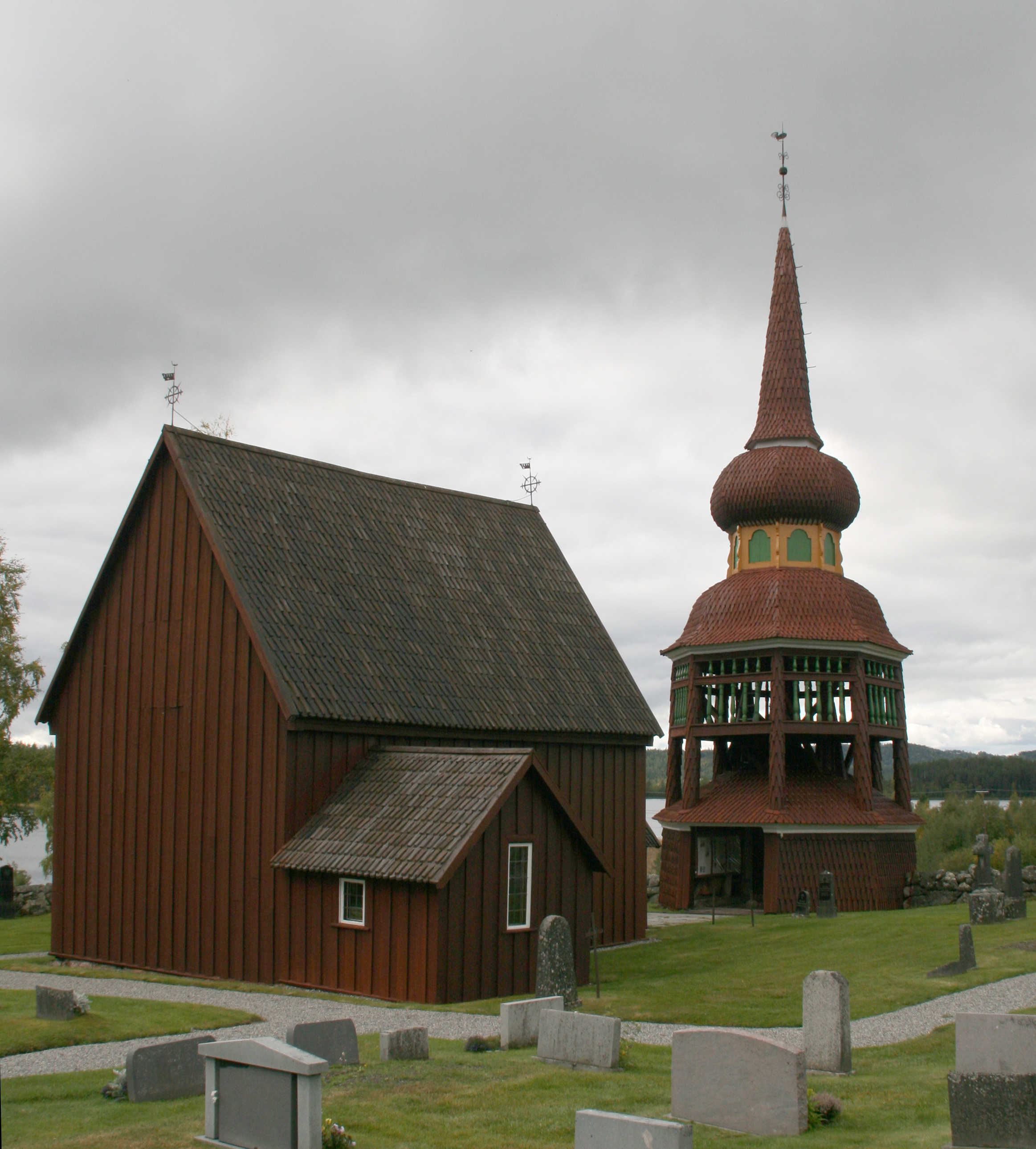
Håsjö gamla kyrka med klockstapel som har en kopia på Skansen.

Den kyrka som idag står i Valla, Håsjö är från 1684. I klockstapeln hänger en av Norrlands äldsta klockor, av expertis daterad till tidigt 1200-tal.

### Kälagåtte och Kyrkvägen
Vid Kälagåtte som sträcker sig från Hällesjö (Rotokiæl) till Kullsta fanns både ättestupa och avrättningsplats. Ättestupan var belägen vid Hundberget, som ligger mellan Bybo och Roback. 
Nils Håkansson från Håsjö blev halshuggen den 23 september 1831 på kullen vid Blandstenen på gränsen mellan Håsjö och Ragunda. 
Kyrkvägen var en genväg för Hällesjö- och Håsjöborna. De åar och sjöar som utgjorde del av Kyrkvägen var Gransjön, Balsjökalven, Balsjön och upp genom Balsjöån som man följde en bit ovanför en udde som kallas för Prästnäset, där man hade båtlänningen.
Därifrån gick man över skogen till Ängesviken, för vidare färd över Singsjön till kyrkan eller vidare efter Kälagåtte till Ragunda.

### Järnvägens ankomst
Håsjö stationsbyggnad uppfördes 1882, ett år innan järnvägstrafiken på Norra stambanan öppnades för trafik. Den 1 oktober 1883 anlände det första tåget till Håsjö station. Den 16 oktober samma år öppnades postkontoret. Järnvägen och den förbättrade postgången blev ett stort uppsving för bygden. I början hade tågpersonalen tillsynen av posten. Ett par år senare sattes en postkupé in dagligen mellan Bräcke och Håsjö. Dock, i början, enbart tre dagar i veckan mellan Bräcke och Ragunda.
Innan posten forslades med tåg reds den av postiljoner, som hela tiden fick vara vaksamma för rövare. 
Under krigsåren på 1940-talet fraktades mycket massaved och träkol på järnvägen. Upp till 17 vagnar per dygn lastades i genomsnitt från två lastbryggor. Rekordet var 25 vagnar. Ett annat rekord var en temperatur på minus 51 grader. Termometern som visat minus 52 skickades till Stockholm för kontroll och korrigerades uppåt med en grad.  Det kunde vara ända upp till 28 tåg per dygn.  En gång i tiden var det liv och rörelse på stationen. Håsjö station var samlingsplatsen för människor i och omkring bygden. Ungdomen hade sin träffpunkt här och gick hem när sista tåget gått för kvällen. Skolbarnen, de som gick i realskolan, pendlade varje dag mellan Håsjö och Bräcke.
1961 drog SJ in stationen. Under en tid därefter ersattes stationen med en hållplats och trafikerades med rälsbuss. En på morgonen och en på kvällen.

## Befolkningsutveckling
| Befolkningsutvecklingen i Håsjö socken 1810–1990                                                         | Befolkningsutvecklingen i Håsjö socken 1810–1990 | Befolkningsutvecklingen i Håsjö socken 1810–1990 | Befolkningsutvecklingen i Håsjö socken 1810–1990 | Befolkningsutvecklingen i Håsjö socken 1810–1990 |
| --- | ------------------------------------------------ | ------------------------------------------------ | ------------------------------------------------ | ------------------------------------------------ |
| |                                                  |                                                  |                                                  |                                                  |
| År |                                                  |                                                  | Folkmängd                                        |                                                  |
| 1810 | 1810                                             |                                                  | 290                                              |                                                  |
| 1820 | 1820                                             |                                                  | 338                                              |                                                  |
| 1830 | 1830                                             |                                                  | 418                                              |                                                  |
| 1840 | 1840                                             |                                                  | 456                                              |                                                  |
| 1850 | 1850                                             |                                                  | 548                                              |                                                  |
| 1860 | 1860                                             |                                                  | 678                                              |                                                  |
| 1870 | 1870                                             |                                                  | 717                                              |                                                  |
| 1880 | 1880                                             |                                                  | 894                                              |                                                  |
| 1890 | 1890                                             |                                                  | 1 272                                            |                                                  |
| 1900 | 1900                                             |                                                  | 1 449                                            |                                                  |
| 1910 | 1910                                             |                                                  | 1 575                                            |                                                  |
| 1920 | 1920                                             |                                                  | 1 669                                            |                                                  |
| 1930 | 1930                                             |                                                  | 1 754                                            |                                                  |
| 1940 | 1940                                             |                                                  | 1 713                                            |                                                  |
| 1950 | 1950                                             |                                                  | 1 537                                            |                                                  |
| 1960 | 1960                                             |                                                  | 1 419                                            |                                                  |
| 1970 | 1970                                             |                                                  | 1 236                                            |                                                  |
| 1980 | 1980                                             |                                                  | 1 086                                            |                                                  |
| 1990 | 1990                                             |                                                  | 968                                              |                                                  |
| Anm: Källor: Umeå universitet - Tabellverket 1749-1859, Demografiska databasen, CEDAR, Umeå universitet. |                                                  |                                                  |                                                  |                                                  |